# Mary Eugenia Charles

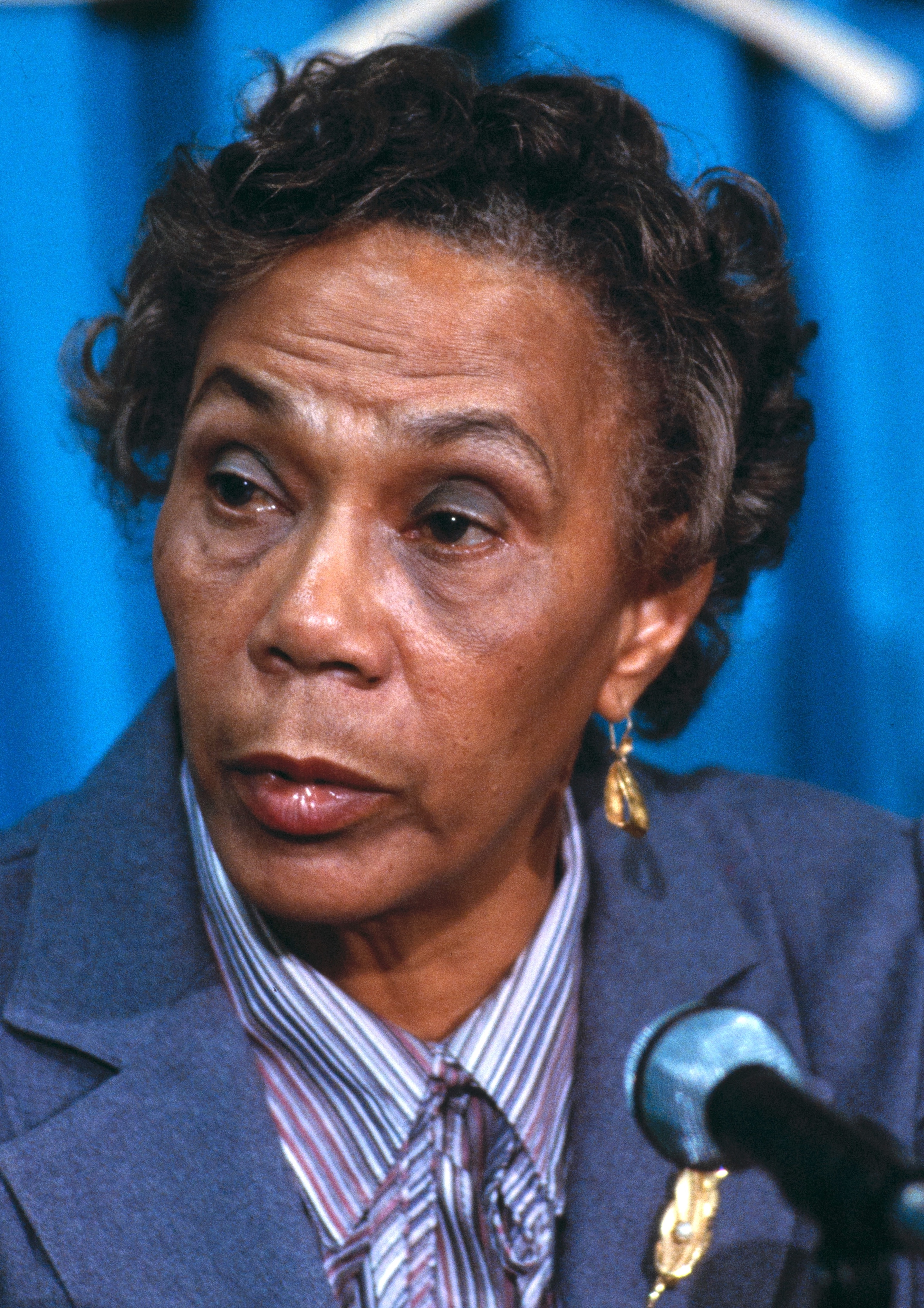
Eugenia Charles (1985)

Dame Mary Eugenia Charles, DBE, DAH (* 15. Mai 1919 in Pointe Michel; † 6. September 2005 in Fort-de-France, Martinique) war die erste Premierministerin von Dominica und die erste Regierungschefin in der Karibikregion.

## Leben
Mary Eugenia Charles begann ihre politische Karriere in den 1960er Jahren als engagierte Friedensbefürworterin und gehörte zu den Gründern der Dominicanischen Freiheitspartei (Dominica Freedom Party), deren Vorsitzende sie von den frühen 1970er Jahren bis 1995 war. Sie wurde erstmals 1970 ins dominicanische Parlament gewählt, bereits fünf Jahre später wurde sie Oppositionsvorsitzende. Am 21. Juli 1980, knapp zwei Jahre nachdem die Unabhängigkeit von Großbritannien erklärt worden war, wurde Eugenia Charles zur Premierministerin von Dominica gewählt. Bis 1995 führte sie in diesem Amt die Regierungsgeschäfte des Inselstaates. Von 1980 bis 1990 leitete sie zudem das Außenministerium.
Als Vorsitzende der Organisation Ostkaribischer Staaten unterstützte sie 1983 die US-Invasion in Grenada nach der Ermordung der grenadischen Premierministers Maurice Bishop.
Eugenia Charles wurde 1992 für ihre politischen Leistungen zur Dame Commander des Order of the British Empire (DBE) ernannt. Am 14. Juni 1995, kurz nach ihrem 76. Geburtstag, zog sie sich aus der Politik zurück. Am 6. September 2005 starb Eugenia Charles auf Martinique nach einer Hüftoperation.